# Нови-Пазар (город, Сербия)

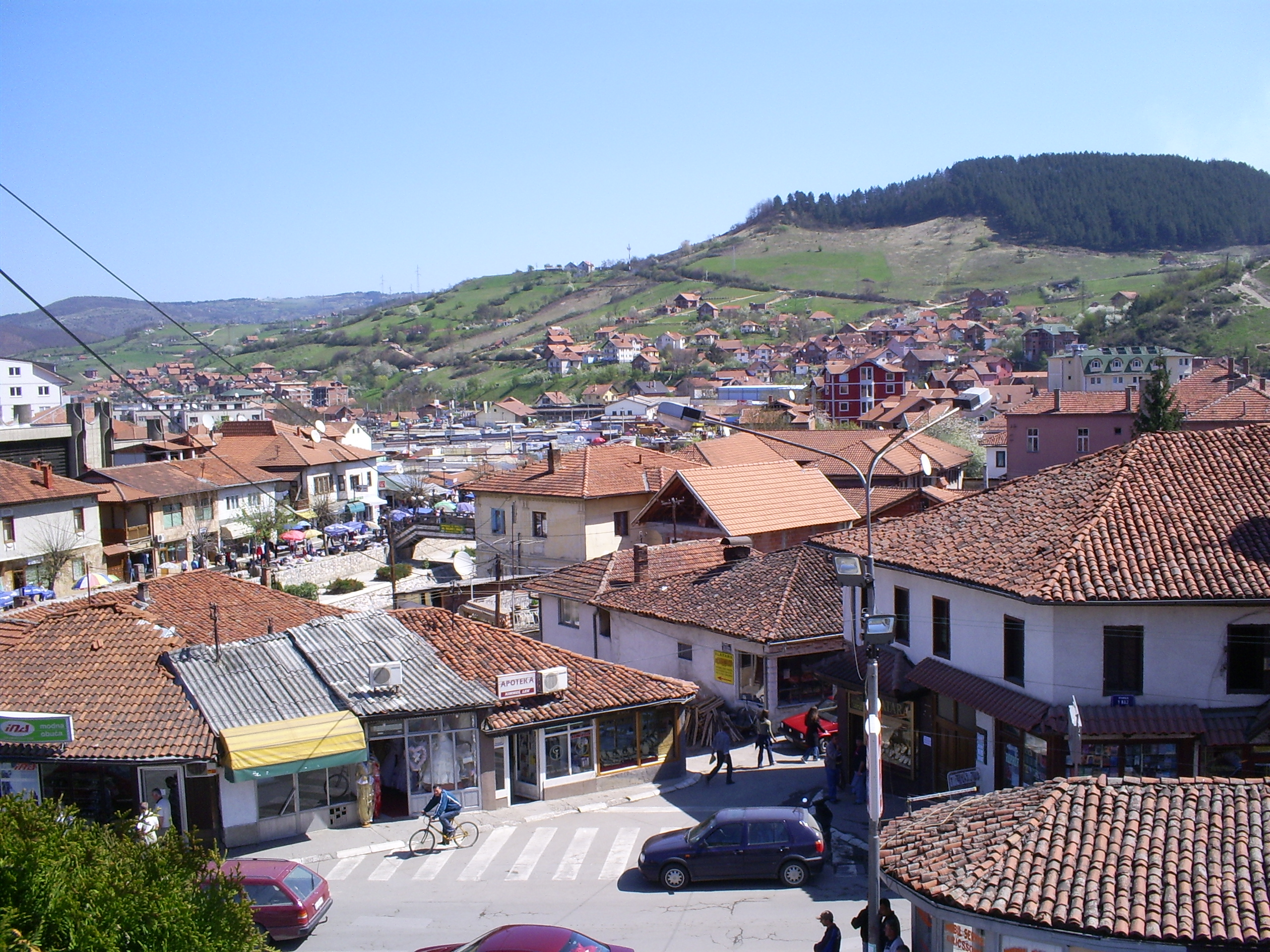
Нови-Пазар

Нови-Пазар (серб. Нови Пазар / Novi Pazarо файле, босн. Novi Pazar) — город в Сербии. Находится на юго-западе Сербии в округе Рашка недалеко от Косова (Косова и Метохии).

## Название
Название Нови-Пазар дословно переводится как Новый базар (в значении новое место для торговли). В течение XIV века под старой сербской крепостью Стари-Рас находился важный рынок, называвшийся Торговище (серб. Трговиште).
Во время последующего завоевания Сербии Османской империей в XV веке рынок был перенесён на 11 км восточнее. Таким образом, месторасположение старого рынка стало называться Старо-Трговиште, а нового рынка — Ново-Трговиште (турецк. Yeni Pazar). Последний в итоге развился в современный город. Заимствованное из турецкого языка персидское слово базар (турецк. pazar) в итоге заменило сербское трговиште и город стал называться Нови-Пазар.

## География

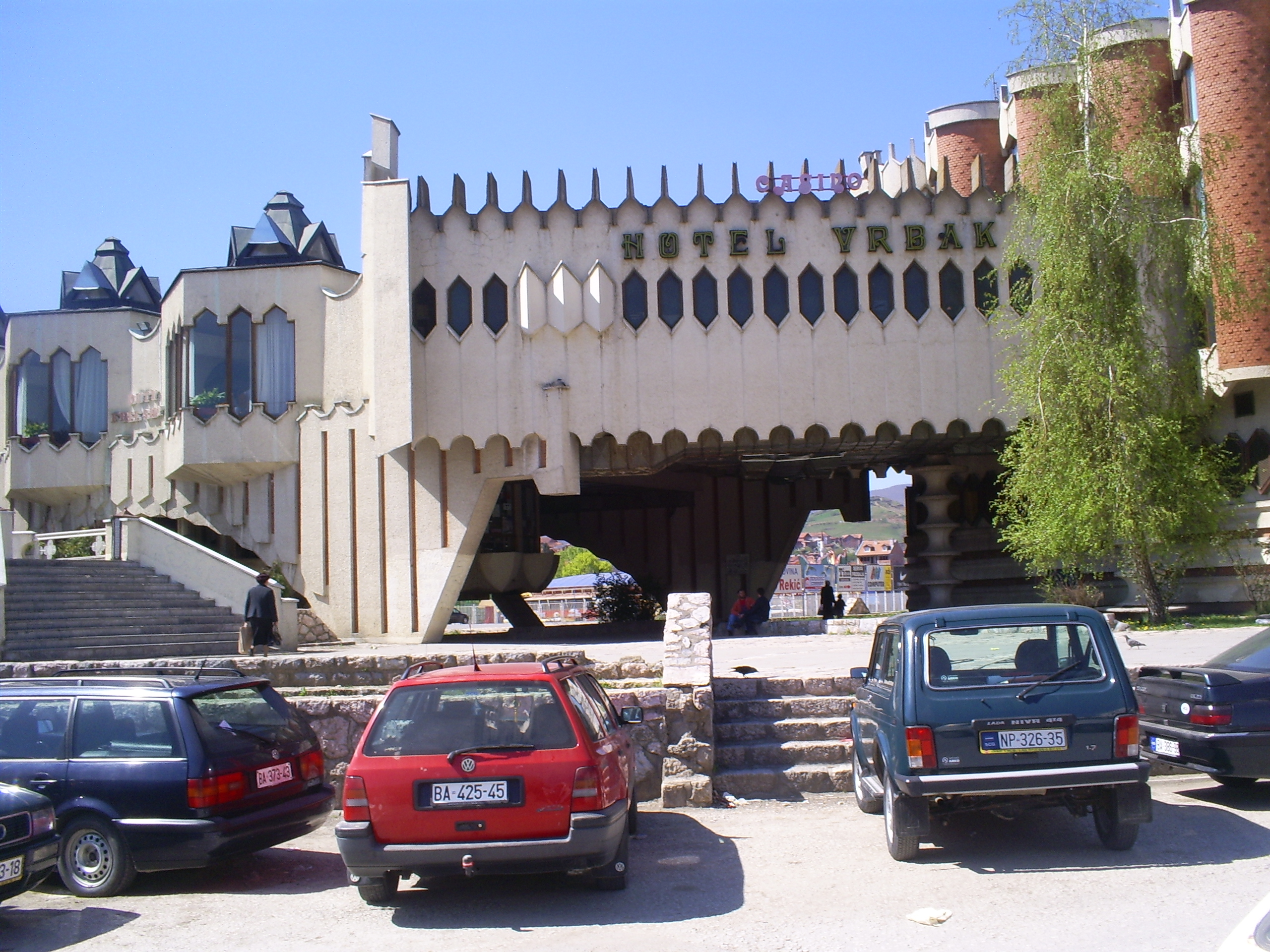
Нови-Пазар

Нови-Пазар находится в 290 км от Белграда. Через город течёт река Рашка. К востоку от города находятся развалины старого болгарского города Рас, а к западу — остатки средневекового сербского города Тырговиште, то есть место, куда стекались сербы с окрестных холмов — на обмен. В районе Нови-Пазар находится также культурно-исторический комплекс Стари-Рас.

## Население
Население по переписи 2022 года составило 71 462 человека. В 2011 году оно составило 66 527 человек.

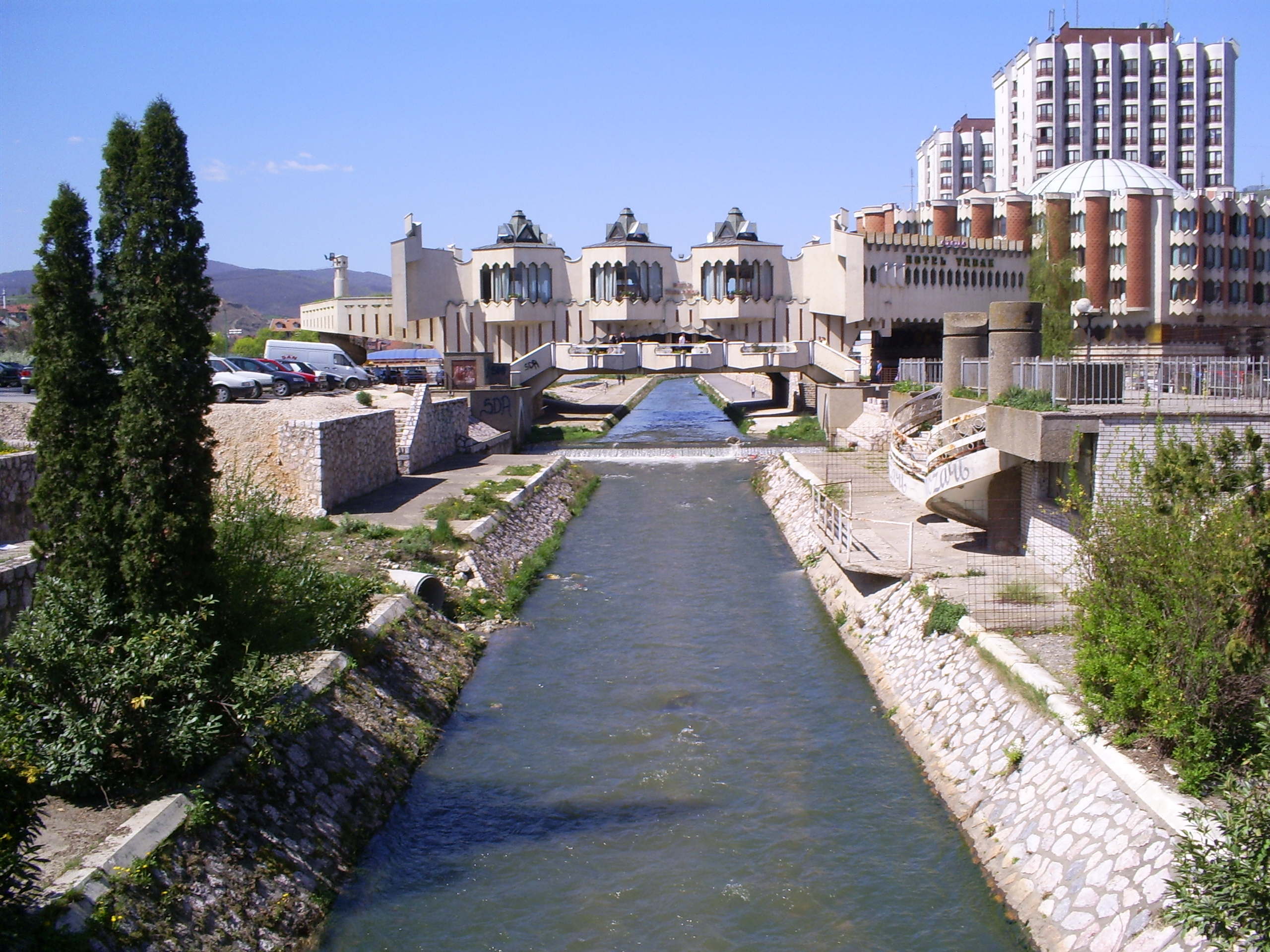
Река Рашка

## Известные уроженцы города
- Сербин, Иван Юрьевич (? — 1665) — брацлавский и уманский полковник Войска Запорожского.
- Эмина Яхович — певица
- Елма Синанович — певица
- Адем Ляич — футболист
- Енад Лицина — боксёр
- Мирсад Тюркджан — баскетболист

## Города-побратимы
- Шуша, Азербайджан[3]